# Halimium lasiocalycinum
Halimium lasiocalycinum är en solvändeväxtart. Halimium lasiocalycinum ingår i släktet Halimium och familjen solvändeväxter.

## Underarter
Arten delas in i följande underarter:
- H. l. lasiocalycinum
- H. l. rhiphaeum